# Carl-Johan Edström
Carl-Johan Edström, född 21 maj 1967 i Nora församling i Västmanlands län, är en svensk officer (generallöjtnant) som sedan den 1 oktober 2024 är chef för Försvarsstaben och Högkvarteret. Han var tidigare chef för Operationsledningen vid Högkvarteret.

## Biografi
Edström avlade officersexamen 1989 och utnämndes samma år till fänrik vid Norrbottens flygflottilj, där han 1995 befordrades till löjtnant och 1998 till kapten. Åren 2006–2010 var han divisionschef för 212. stridsflygdivisionen (Urban Blå) vid Norrbottens flygflottilj, varpå han 2010–2012 var sektionschef för planering och uppföljning av flygvapenförbandens verksamhet.
Åren 2012–2013 var han chef för Stridsflygenheten samt flygchef vid Norrbottens flygflottilj. Åren 2013–2014 utbildade han sig vid Air War College i Montgomery, Alabama, USA. Åren 2014–2015 tjänstgjorde han vid Högkvarteret.
Den 16 januari 2015 befordrades Edström till överste samt tillträdde som flottiljchef för Norrbottens flygflottilj, en post som han kvarstod på till och med den 31 januari 2018. Från och med den 1 mars till och med den 30 september 2018 var han Lead Advisor i Kabul Air Advisory Group vid Nato Air Command Afghanistan och Nato Air Training Command i Kabul.
Den 1 oktober 2018 befordrades Edström till brigadgeneral och tillträdde som chef för Flygtaktiska staben vid Högkvarteret, med ett förordnande längst till 31 augusti 2022. Den 1 januari 2019 tillträdde han som ställföreträdande flygvapenchef. Den 4 september 2019 utnämndes han till flygvapenchef. Han tillträdde befattningen den 1 oktober 2019 och befordras i samband med det till generalmajor.
Den 30 juni 2022 utnämndes Edström till chef för den nya enheten för ledning av operationer inom Högkvarteret. Han efterträdde Michael Claesson den 1 januari 2023, och befordrades samtidigt till generallöjtnant. Redan året därpå utsågs han till ny chef för Försvarsstaben och Högkvarteret, med tillträde den 1 oktober 2024. Han efterträdde återigen Claesson i samband med att denne utsetts till Sveriges överbefälhavare.
Alla stridspiloter i flygvapnet tilldelas ett callsign och Edströms är ”Klute”, efter byn Klutmark där han växte upp.

## Utmärkelser

### Svenska
- Medaljen För nit och redlighet i rikets tjänst
- Försvarsmaktens värnpliktsmedalj
- Försvarsmaktens medalj för internationella insatser
- Norrbottens flygflottiljs (F 21) förtjänstmedalj (NorrbffljGM)

### Utländska
- Storofficer av Ordem do Mérito Aeronáutico (22 oktober 2020)[16]
- Bronze Star Medal (24 oktober 2019)[17]
- Nato-medalj för Operation Unified Protector (2011)
- Nato-medalj för Operation Resolute Support (2018)